# Куртени (Муреш)
Куртени (рум. Curteni) насеље је у Румунији у округу Муреш у општини Сантана де Муреш. Oпштина се налази на надморској висини од 316 m.

## Становништво
Према подацима из 2002. године у насељу је живело 932 становника.

### Попис2002.
| Расподела становништва по националности 2002.‍ | Расподела становништва по националности 2002.‍ | Расподела становништва по националности 2002.‍ | Расподела становништва по националности 2002.‍ | Расподела становништва по националности 2002.‍ |
| --------------------------------------------- | --------------------------------------------- | --------------------------------------------- | --------------------------------------------- | --------------------------------------------- |
|                                               |                                               |                                               |                                               |                                               |
| Румуни                                        | Румуни                                        |                                               | 33                                            | 3,6%                                          |
| Мађари                                        | Мађари                                        |                                               | 895                                           | 96,4%                                         |